# 診療情報提供書
診療情報提供書（しんりょうじょうほうていきょうしょ）とは、医師が他の医師、あるいは医療機関へ患者を紹介する場合に発行する書類である。通称「紹介状」（しょうかいじょう）。

## 概要
一般には紹介状と呼ばれるが、内容はあいさつではなく、症状・診断・治療など、現在までの診療の総括と紹介の目的などであり、ケア移行の場面において医師同士の情報伝達手段となるものである。他の医療機関との有機的連携や保健福祉関係機関との診療情報の相互提供を行うことで、医療の継続性を確保し、医療資源・社会資源の有効利用を図るために利用される。紹介する際にこれまでの診療内容がなければ、新しい施設で改めて検査や診断が必要になり、効率的ではないためとされる。
紹介状は、患者の依頼によって作成される場合と、医師が診察の結果、他の病院の方が適切（自院では対応できない高度な精密検査や手術などの処置が必要と判断した場合）と考えて作成する場合がある。どちらの場合にも、紹介状を発行する場合には「診療情報提供料」の医療費が請求される。診療情報提供料は、診察費などに加えて診療費として請求される。
診断書の発行は、療養の給付とは考えられていないが、診療情報提供書の交付は、療養の給付対象（診療情報提供料I（250点/レントゲンフィルム、血液検査結果などが添付してあった場合はさらに200点加算））であり、公的医療保険が適用される。
セカンド・オピニオン（治療法選択等に際して他の医療機関の医師意見を求めること）のための情報提供についても、診療報酬として診療情報提供料II（500点）が、療養の給付対象となる。

### 選定療養費との関係
200床以上の大病院を受診する際、救急車で搬送されたような緊急重篤（診察後、そのまま入院）の場合を除き、初診患者が紹介状を持っていないと選定療養費が発生する。これは地域医療から高度医療まで医療機関ごとに役割を分担すべきとの考え方に基づく。初診患者は、基本的に地域の開業医などの診療所（クリニック）や中小病院で診療し、高度な医療行為を必要とする患者のみ大病院へ転送するという枠組みである。
大病院で高度な医療行為を受けた後、状態が安定した場合などは、大病院から紹介元の医療機関へ戻し（逆紹介）、かかりつけ医の元で長期的なケアを行うことが意図されている。
2016年（平成28年）4月1日以降は、特定機能病院・500床以上の地域医療支援病院においては、診察費用の他に別途5,000円以上の選定療養費の徴収が病院側の義務となっている。